# لكساكسة (أولاد موسى بن إبراهيم)
لكساكسة هو دُوَّار يقع بجماعة موالين الواد، إقليم بنسليمان، جهة الدار البيضاء سطات في المملكة المغربية. ينتمي الدوّار لمشيخة أولاد موسى بن إبراهيم التي تضم 7 دواوير. يقدر عدد سكانه بـ 211 نسمة حسب الإحصاء الرسمي للسكان والسكنى لسنة 2004.

## روابط خارجية
- البوابة الوطنية للجماعات الترابية نسخة محفوظة 12 مارس 2018 على موقع واي باك مشين.
- المندوبية السامية للتخطيط